# Christuskirche (Sarrebourg)

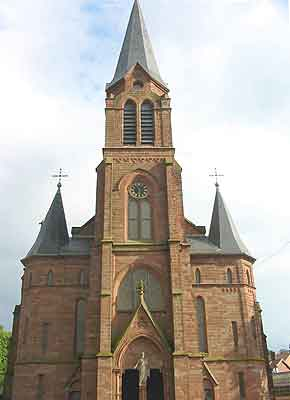
Christuskirche Saarburg

Die Christuskirche   (französisch: Église du Christ) ist die evangelisch-reformierte Pfarrkirche von Sarrebourg (deutsch Saarburg in Lothringen, im französischen Département Moselle in Lothringen).

## Geschichte
Die evangelische Kirchengemeinde von Saarburg wurde 1843 gegründet. Nach dem Deutsch-Französischen Krieg wurde in Saarburg eine Garnison der preußischen Armee angelegt, als deren Kirche ab 1896 die evangelische Kirche neuerrichtet wurde. Ihre Grundsteinlegung erfolgte am 9. August 1896, ihre Einweihung am 27. März 1898. Nach dem Entwurf des Architekten und Stadtbaurats von Metz Conrad Wahn entstand in neugotischen Formen ein kreuzförmig angelegter, im Innern kreuzrippengewölbter Kirchenbau mit vorgesetztem Turm, begleitet von Treppentürmen zu den Emporen. Das Portal zeigt eine Christusstatue des Bildhauers Johannes Riegger, eine Kopie des Segnenden Christus von Bertel Thorvaldsen.
Bei ihrer Fertigstellung erhielt die Kirche eine Orgel der Firma Eberhard Friedrich Walcker in Ludwigsburg, die entsprechend den Forderungen des 1891 erlassenen Wiesbadener Programms nach protestantischer Tradition über Altar und Kanzel positioniert ist. Eine Restaurierung erfolgte 2018 durch den Orgelbauer Dietmar Schömer aus Bliesransbach. Der Orgel gegenüber befindet sich die ursprüngliche Kaiserloge. Die Kirche besitzt eine von Kaiser Wilhelm II. gestiftete Kaiserglocke.